# Przechwycenie sygnału telewizyjnego w Chicago
W wieczór 22 listopada 1987 r. przechwycono sygnały telewizyjne dwóch stacji w Chicago w stanie Illinois, w wyniku czego doszło do krótkiej pirackiej transmisji nagrania przedstawiającego niezidentyfikowaną osobę noszącą maskę i kostium Maxa Headrooma.
Do pierwszego zdarzenia doszło podczas wiadomości sportowych nadawanych przez telewizję WGN-TV po godzinie 21:00. Podobnie jak w przypadku późniejszej transmisji, przedstawiała ona osobę w masce kołyszącą się chaotycznie przed obracającym się panelem z blachy falistej imitującym animowane geometryczne tło Maxa Headrooma. W odróżnieniu od późniejszej transmisji, jedynym dźwiękiem było głośne brzęczenie. Transmisja ta trwała prawie 17 sekund, zanim inżynierom z WGN udało się odzyskać kontrolę nad nadawaniem programu.
Drugi incydent miał miejsce około dwóch godzin później podczas emisji przez stację PBS WTTW odcinka serialu Doctor Who Horror of Fang Rock. Ponieważ w wieży telewizyjnej nie było dyżurującego pracownika, przejęcie sygnału było znacznie dłuższe i można było usłyszeć, jak zamaskowana postać wypowiada aluzje do ówczesnych reklam New Coke z udziałem Maxa Headrooma, animowanego serialu telewizyjnego Clutch Cargo, komentatora sportowego WGN Chucka Swirsky’ego, „największych nerdów ze światowych czasopism” i innych pozornie niezwiązanych tematów. Na koniec transmisji zamaskowana postać odsłania swoje pośladki przed kobietą z packą na muchy i krzyczy „Idą po mnie!”. Kobieta lekko uderzyła zamaskowaną postać za pomocą packi, podczas gdy ta płakała i krzyczała. W tym momencie zakończono piracką transmisję, a normalny program został wznowiony po przerwie trwającej około 90 sekund.
Postępowanie przeprowadzone przez Federalną Komisję Łączności bezpośrednio po przechwyceniu sygnału nie doprowadziło do znalezienia osób odpowiedzialnych za atak. Pomimo wielu nieoficjalnych dochodzeń i spekulacji prowadzonych przez kolejne dziesięciolecia, sprawców nie udało się dotychczas zidentyfikować.

## Transmisja
Obydwa przypadki pirackiej transmisji z Maxem Headroomem miały miejsce w lokalnych stacjach telewizyjnych w Chicago w niedzielę, 22 listopada 1987 r.

### WGN-TV
Pierwsze włamanie na antenę miało miejsce o godzinie 21:14 podczas emisji programu sportowego The Nine O’Clock News emitowanego przez WGN-TV. Ekrany widzów na około 15 sekund wypełniła czerń, po czym wyświetlił się materiał przedstawiający osobę w masce Maxa Headrooma i w okularach przeciwsłonecznych. Osoba kołysała się nieregularnie przed obracającym się panelem z blachy falistej imitującym geometryczny efekt tła prawdziwego Maxa Headrooma, któremu towarzyszy jednostajny i zniekształcony brzęczący dźwięk. Incydent trwał około 20 sekund i został przerwany, gdy inżynierowie WGN zmienili częstotliwość sygnału łączącego studio emisyjne z nadajnikiem stacji na szczycie John Hancock Center.
Po powrocie na ekran prezenter sportowy WGN, Dan Roan, skomentował: „Cóż, jeśli zastanawiacie się, co się stało, to ja też” i zażartował, że komputer obsługujący wiadomości „wystartował i oszalał”. Następnie Roan zaczął od nowa swoją relację z meczu Chicago Bears, która została przerwana przez piracką transmisję.

### WTTW
Tego samego wieczoru, około 23:20, sygnał lokalnej stacji PBS WTTW został przerwany podczas emisji odcinka serialu Doctor Who Horror of Fang Rock. Sprawcą była ta sama osoba podszywająca się pod Maxa Headrooma, tym razem mówiąca zniekształconym głosem.
Zamaskowana postać wypowiedziała komentarz na temat „nerdów”, nazwała komentatora sportowego WGN Chucka Swirsky’ego „durnym liberałem”, uniosła puszkę Pepsi, mówiąc „złap falę” (ang. „Catch the wave” – slogan z kampanii reklamowej Coca-Coli z udziałem Maxa Headrooma) i włożyła środkowy palec do czegoś, co wyglądało jak wydrążony wibrator. Następnie postać przedstawiła serię krótkich komentarzy i fragmentów piosenek przeplatanych dźwiękami podekscytowania i okrzykami. „Max” zaśpiewał frazę „Your love is fading”; zanucił część motywu muzycznego z serialu animowanego Clutch Cargo z 1959 roku i powiedział: „Nadal widzę X!” (ang. „I still see the X!”; było to nawiązanie do ostatniego odcinka tego serialu, które czasami jest błędnie interpretowane jako „I stole CBS”, pol. „ukradłem CBS”). Udawał także defekację (narzekając na swoje hemoroidy) i wyjaśnił, że „stworzył gigantyczne arcydzieło dla nerdów z najlepszych gazet na świecie”. Mówił o dzieleniu się parą brudnych rękawiczek ze swoim bratem. Następnie osoba przesunęła się w lewo, z częściowo odsłoniętymi pośladkami widocznymi z boku, a po prawej stronie kadru pojawiła się kobieca postać ubrana w kostium francuskiej pokojówki i coś, co przypomina maskę. Zdjęta maska Maxa Headrooma była przez chwilę widoczna, podczas gdy głos krzyczał: „O nie, idą po mnie! Ach, przestań!” a kobieca postać zaczęła bić „Maxa” packą na muchy. Chwilę potem obraz zniknął i stał się czarny, a następnie na ekran powróciła emisja serialu Doctor Who po przerwie trwającej około 90 sekund.
Technicy w studiach WTTW nie mogli zapobiec przejęciu sygnału, ponieważ o tej godzinie w Sears Tower (obecnie znanej jako Willis Tower), gdzie znajdował się nadajnik stacji, nie było inżynierów na dyżurze. Według rzecznika stacji Andersa Yocoma, technicy monitorujący transmisję z centrali WTTW „próbowali podjąć działania naprawcze, ale nie mogli”. Dyrektor ds. emisji programów Paul Rizzo wspomina, że „w miarę jak treść stawała się coraz dziwniejsza, coraz bardziej byliśmy zestresowani faktem, że nie możemy nic z tym zrobić”. Piracka transmisja zakończyła się, gdy piraci sami ją zakończyli. „Zanim nasi ludzie zaczęli sprawdzać, co się dzieje, było już po wszystkim” – powiedział Yocom. WTTW otrzymało liczne telefony od widzów, którzy zastanawiali się, co się stało.

## Śledztwo
Piracka transmisja powiodła się dzięki przesłaniu do nadajników telewizyjnych silniejszego sygnału niż ten nadawany przez stacje. W 1987 r. było to zadanie trudne, ale wykonalne zanim amerykańskie stacje telewizyjne przeszły z sygnału analogowego na cyfrowy w 2009 r. Eksperci twierdzą, że wyczyn wymagał rozległej wiedzy technicznej i znacznej mocy nadawczej oraz że piracka transmisja prawdopodobnie pochodziła z miejsca położonego w polu widzenia nadajników obu stacji, które znajdowały się na szczycie dwóch wysokich budynków w centrum Chicago.
Nikt nigdy nie przyznał się do tego incydentu. Spekulacje na temat tożsamości „Maxa” i współsprawców skupiały się na teoriach, że wybryk był sprawką niezadowolonego (lub byłego) pracownika WGN, bądź został dokonany przez członków podziemnej społeczności hakerów z Chicago. Jednak pomimo oficjalnego dochodzenia prowadzonego przez organy ścigania bezpośrednio po incydencie oraz wielu nieoficjalnych dochodzeń i spekulacji w Internecie w ciągu następnych dziesięcioleci, tożsamość i motywy sprawców przechwycenia sygnału pozostają tajemnicą.
Wkrótce po ataku w mediach zacytowano urzędnika FCC, który doniósł, że sprawcom grozi kara grzywny w maksymalnej wysokości 10 000 dolarów i do roku więzienia. Jednakże w 1992 r. nastąpiło przedawnienie, zatem osobom odpowiedzialnym za atak nie groziłaby już odpowiedzialność karna w przypadku ujawnienia ich tożsamości.

## Wpływ na kulturę
Mimo że incydent tylko na krótko przyciągnął uwagę opinii publicznej, w ciągu następnych dziesięcioleci w różnych mediach pojawiały się jawne lub subtelne odniesienia do niego, a magazyn Motherboard stwierdził, że był to wpływowy „cyberpunkowy motyw hakerski”.
Pierwsze nawiązanie pojawiło się wkrótce po wydarzeniach, kiedy WMAQ-TV, inna stacja telewizyjna z Chicago, w ramach żartu wyemitowała klipy przedstawiające piracką transmisję podczas programu sportowego prowadzonego przez Marka Giangreco. „Wiele osób myślało, że to prawda – pirat przechwytujący naszą transmisję. Otrzymywaliśmy w tej sprawie najróżniejsze telefony” – powiedział Giangreco.